# 塞雷娜·奥尔托拉尼
塞雷娜·奥尔托拉尼（義大利語：Serena Ortolani，1987年1月7日—），出生於義大利拉溫納的女子排球运动员，曾代表義大利國家隊参加2008年和2016年夏季奥林匹克运动会排球比赛，均未能获得奖牌。